# Bouxwiller (Bas-Rhin)
Bouxwiller (Duits: Buchsweiler im Unterelsaẞ) is een gemeente in het Franse departement Bas-Rhin (regio Grand Est). De plaats maakt deel uit van het arrondissement Saverne. Bouxwiller telde op 1 januari 2022 3.706 inwoners.

## Geografie
De oppervlakte van Bouxwiller bedroeg op 1 januari 2022 25,59 vierkante kilometer; de bevolkingsdichtheid was toen 144,8 inwoners per km².

## Demografie
Onderstaande figuur toont het verloop van het inwonertal (bron: INSEE-tellingen).

Alteckendorf · Berstett · Bosselshausen · Bossendorf · Bouxwiller · Buswiller · Dingsheim · Dossenheim-Kochersberg · Duntzenheim · Durningen · Ettendorf · Fessenheim-le-Bas · Furdenheim · Geiswiller-Zœbersdorf · Gougenheim · Grassendorf · Griesheim-sur-Souffel · Handschuheim · Hochfelden · Hohfrankenheim · Hurtigheim · Ingenheim · Issenhausen · Ittenheim · Kienheim · Kirrwiller · Kuttolsheim · Lixhausen · Melsheim · Minversheim · Mutzenhouse · Neugartheim-Ittlenheim · Obermodern-Zutzendorf · Obersoultzbach · Pfulgriesheim · Quatzenheim · Ringeldorf · Ringendorf · Rohr · Schalkendorf · Scherlenheim · Schnersheim · Schwindratzheim · Stutzheim-Offenheim · Truchtersheim · Uttwiller · Waltenheim-sur-Zorn · Wickersheim-Wilshausen · Willgottheim · Wilwisheim · Wingersheim les Quatre Bans · Wintzenheim-Kochersberg · Wiwersheim